# فرودگاه جک پاولوس
فرودگاه جک پاولوس (به انگلیسی: Jack F. Paulus Skiway) یک فرودگاه است که یک باند فرود برف دارد و طول باند آن ۳۶۵۸ متر است. این فرودگاه در شهر ایستگاه تحقیقاتی اسکات آمونسن کشور جنوبگان قرار دارد و در ارتفاع ۲۸۳۵ متری از سطح دریا واقع شده‌است.